# 두아트
두아트(Duat, Tuat, Akert, Amenthes, Neter-khertet)는 고대 이집트에서 믿어졌던 사후세계이다. 파피루스에 적힌 암두아트에는 두아트에 사는 신들과 생명체의 이름들이 적혀있다.
두아트란 지하세계에서 천국으로 향하는 통로라고 한다.

## 신화

### 두아트의 신들
- 오시리스
- 이시스
- 네프티스
- 아누비스
- 호루스의 아들들
- 암무트
- 하토르
- 아무넷
- 네이트

## 같이 보기
- 이집트 신화
- 사후세계